# Susanne Ward
Susanne Ward (Hørsholm, 19 de abril de 1974) es una deportista danesa que compitió en vela en la clase 470. Su hermana Michaëla también compitió en vela.
Ganó dos medallas de plata en el Campeonato Mundial de 470, en los años 1998 y 1999, y cuatro medallas en el Campeonato Europeo de 470 entre los años 1997 y 2004.
Participó en  Juegos Olímpicos de Verano, entre los años 1992 y 2004, ocupando el sexto lugar en Atlanta 1996 y el sexto en Atenas 2004.

## Palmarés internacional
| \| Campeonato Mundial \| Campeonato Mundial \| Campeonato Mundial \| Campeonato Mundial \| \| Año \| Lugar \| Medalla \| Clase \| \| ------------------ \| --------------------- \| ------------------ \| ------------------ \| \| 1998 \| El Arenal (España) \| Medalla de plata \| 470 \| \| 1999 \| Melbourne (Australia) \| Medalla de plata \| 470 \| \| Campeonato Europeo \| \| \| \| \| Año \| Lugar \| Medalla \| Clase \| \| 1997 \| Nieuwpoort (Bélgica) \| Medalla de plata \| 470 \| \| 1999 \| Zadar (Croacia) \| Medalla de plata \| 470 \| \| 2000 \| Malcesine (Italia) \| Medalla de plata \| 470 \| \| 2004 \| Warnemünde (Alemania) \| Medalla de oro \| 470 \| |                       |                  |       |
| Campeonato Mundial |                       |                  |       |
| Año | Lugar                 | Medalla          | Clase |
| 1998 | El Arenal (España)    | Medalla de plata | 470   |
| 1999 | Melbourne (Australia) | Medalla de plata | 470   |
| Campeonato Europeo |                       |                  |       |
| Año | Lugar                 | Medalla          | Clase |
| 1997 | Nieuwpoort (Bélgica)  | Medalla de plata | 470   |
| 1999 | Zadar (Croacia)       | Medalla de plata | 470   |
| 2000 | Malcesine (Italia)    | Medalla de plata | 470   |
| 2004 | Warnemünde (Alemania) | Medalla de oro   | 470   |